# Arpitania

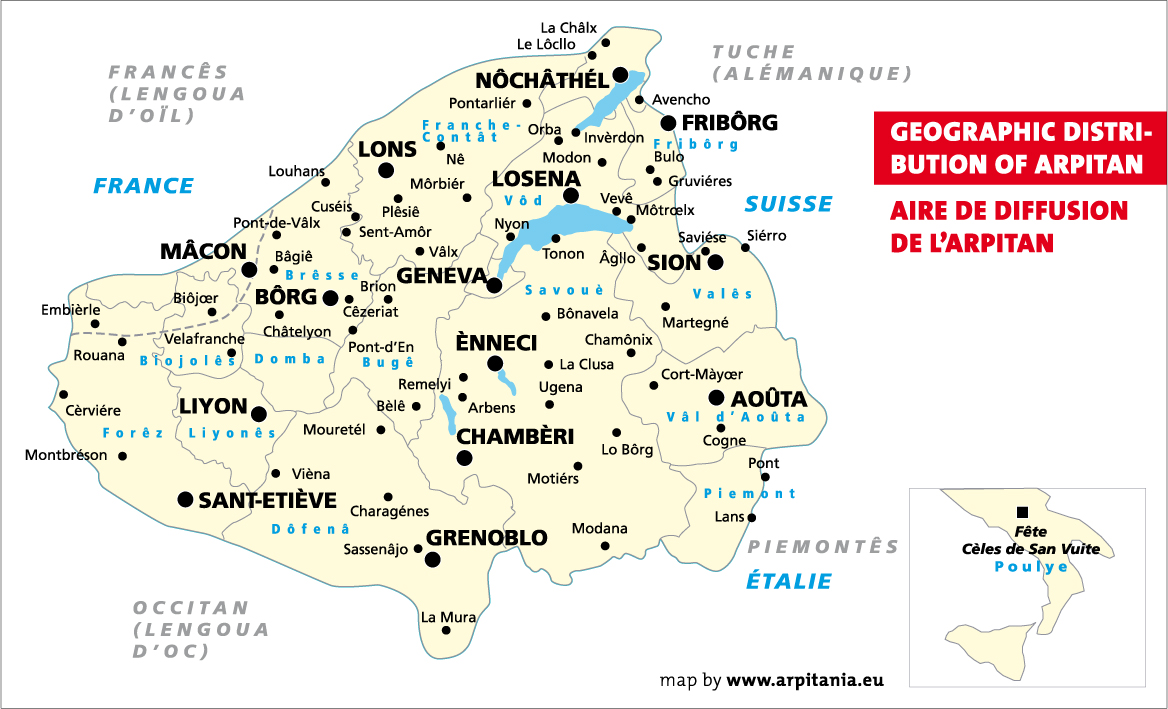
Mappa dell' Arpitania, con i toponimi in arpitano

Bandiera dell'Arpitania con il Sole delle Alpi combinato con le stelle dell'Unione europea. (Aliance Culturèla Arpitana)

L'Arpitania è una regione etnico-geografica, a cavallo tra Francia, Italia e Svizzera, che comprende le aree in cui è o era parlata la lingua francoprovenzale, o arpitana.

## Etimologia
Il termine Harpitanya, da cui derivano i termini italiani arpitano/a e Arpitania (rispettivamente arpitan(e) e Arpitanie in francese), sono neologismi coniati negli anni 1970 dal valdostano Joseph Henriet, che fu a sua volta influenzato dall'attivista basco Federico Krutwig.
L'etimologia deriva dal termine francoprovenzale per indicare un alpeggio, ovvero arp e per estensione le montagne e le Alpi. I termini "Arpitania" e "arpitano" hanno avuto successo dagli anni 1990, soprattutto nell'uso online.
Un'Aliance Culturèla Arpitana è stata fondata nel 2004.

## Estensione
Più precisamente, l'Arpitania comprenderebbe:
- Francia: dipartimenti dell'Ain, Rodano, Savoia, Alta Savoia, parte dei dipartimenti dell'Isère, Giura, Loira, Saona e Loira
- Italia: la Valle d'Aosta, le valli arpitane piemontesi e l'alta Valmaggiore (comuni di Faeto e Celle di San Vito) in Puglia
- Svizzera: i cantoni di Ginevra, Vaud, Neuchâtel e parte dei cantoni Giura, Vallese e Friburgo.

I centri abitati maggiori della regione così definita sarebbero Lione, Ginevra, Saint-Étienne, Grenoble e Losanna.

## Storia
Per gran parte del Medioevo, buona parte dei territori arpitani appartenne alla Contea di Savoia. Con la nascita della Confederazione Elvetica nel 1291 e in seguito con la Rivoluzione francese, l'Arpitania perse la sua unità, e fu spartita tra Svizzera, Francia e Italia.